# Gewissheit
Der Ausdruck Gewissheit bezeichnet alltagssprachlich meist die subjektive Sicherheit, dass eine Aussage wahr ist, welche in der Wahrnehmung der Person gut gerechtfertigt ist. Die Aussage kann sich z. B. auf natürliche oder moralische Sachverhalte beziehen. Sprachlicher Gegensatz ist die Ungewissheit, die in der Entscheidungstheorie von Bedeutung ist.
In verschiedenen Wissenschaften wird „Gewissheit“ darüber hinaus in engerer, präziserer oder teils auch abweichender Bedeutung verwendet. So wird beispielsweise in der philosophischen Erkenntnistheorie von einigen Theoretikern Gewissheit für eines der Kriterien für Wissen gehalten. Viele diesbezügliche Debatten stehen in engem Zusammenhang zum Problem des Skeptizismus. Außerdem wird diskutiert, welche Elemente welche Rolle für das Zustandekommen subjektiver Gewissheit spielen, darunter etwa „Beweise“, Verlässlichkeit von „Expertenmeinungen“, äußere Umstände wie Häufigkeit der gebrachten Argumente oder innere Modalitäten wie emotionale Stabilität.
Darüber hinaus findet der Ausdruck Gewissheit oder Sicherheit Anwendung u. a. in verschiedenen Ansätzen der Theorie der praktischen Rationalität, der Argumentationstheorie, Entscheidungstheorie, unterschiedlichen Teilbereichen der modernen Logik, in der Informationstheorie und Automatentheorie, der Ökonomie und Psychologie.

## Abgrenzung zu „Wissen“ und „Wahrheit“
Wenn die Begriffe „Wissen“ und „Gewissheit“ unterschieden werden, dann meist so, dass Wissen sich auf die Kenntnis vorhandener Theorien, Ereignisse oder Tatsachen bezieht. Gewissheit bezieht sich dagegen auf die Überzeugung einer Person, dass das Wissen wahr ist oder sich so ableiten lässt, dass ohne Probleme die Wahrheit angenommen werden kann. 
Gewissheit ist daher nicht eine Eigenschaft der Sachverhalte oder Urteile, sondern Ergebnis eines psychischen Prozesses und vom Subjekt abhängig. Eine vollständige Aussage kann dann nicht lauten: „Das Urteil U ist gewiss“, sondern: „Das Urteil U ist gewiss für das Subjekt S.“
Bei dieser Unterscheidung treten aber verschiedene Probleme auf. Sie beruhen auf dem Unterschied zwischen „etwas für wahr halten“ und „wahr sein“ bzw. auf der Frage, was unter „Wahrheit“ und "Wissen" überhaupt zu verstehen ist. So zeigt das sogenannte Gettier Problem die Grenzen der Standarddefinition des Wissens als wahre gerechtfertigte Meinung auf. Obwohl etwas eine wahre gerechtfertigte Meinung darstellt, kann die Begründung/Rechtfertigung der Meinung falsch sein.
Da sich nach dieser Definition Gewissheit und Wahrheit unterscheiden und Gewissheit kein Wahrheitskriterium ist, ist Gewissheit etwa bei Zeugen durchaus problematisch. Sie berichten, was sie gesehen haben und sind sich dessen gewiss; trotzdem kann es falsch sein. Ebenso kann umgekehrt die Gewissheit bestehen, dass etwas nicht sein kann, obgleich alle Fakten dafür sprechen.

## Philosophische Betrachtungen der Gewissheit
Einige Theoretiker, als erster Platon, unterscheiden Stufen der Gewissheit von der bloßen Meinung bis hin zur festen Überzeugung. Diese Begriffe werden allerdings nicht einheitlich gebraucht.
Gegenstand dauernder philosophischer Auseinandersetzungen ist die Frage, ob es sichere Gewissheit geben kann. Schon früh wurde hierbei erkannt, dass jede Beweiskette, wenn sie nicht unendlich weit laufen oder in einem Zirkelschluss münden soll (siehe auch infiniter Regress), irgendwann von Aussagen (Axiomen) ausgehen muss, die nicht weiter begründbar sind, also für offensichtlich wahr erklärt werden müssen. Ob es solche Aussagen gibt und welche es sein sollen, ist stark umstritten. 
Beispielsweise hielt Immanuel Kant den kategorischen Imperativ für eine absolut gewisse ethische Norm; andere Philosophen bestreiten dies heftig. Auch die Frage, ob man solche Grundsätze etwa anders als mit einem logischen Beweis „begründen“ kann, wird immer wieder diskutiert. 
Der Intuitionismus behauptet, einige Wahrheiten seien aus der Intuition klar und offensichtlich wahr. Der Realismus verweist auf die (unmittelbaren) Evidenzen, d. h. Grundwahrheiten wie den Satz vom Widerspruch, die nicht nur unwiderlegbar und unbeweisbar sind, sondern aus sich heraus einleuchten.
Der dialektische Materialismus sieht in der praktischen Durchführung zu einem bestimmten Zeitpunkt einen Grund für (relative) Gewissheit. 
Der kritische Rationalismus lehnt Gewissheit überhaupt ab, kennt aber versuchsweise als wahr akzeptiertes Wissen und darin durchaus unterschiedliche Grade der Wahrheitsnähe, auch wenn sich daraus keine Gewissheit ableiten lässt. Vertreter des Perspektivismus behaupten, es gebe überhaupt keine Wahrheiten, nur verschiedene Sichtweisen; vermeintliche Gewissheit könne sich zwar subjektiv einstellen, beweise aber überhaupt nichts. Schließlich gehen einige Philosophen so weit, nicht nur die Existenz „offensichtlich“ wahrer Sätze, sondern auch die Gültigkeit der logischen Schlussregeln anzuzweifeln. Dann sei allerdings jede Diskussion praktisch sinnlos.
Eine bedeutende Untersuchung des frühen 20. Jahrhunderts verfasste der österreichische Philosoph Ludwig Wittgenstein mit seiner Schrift Über Gewißheit.

## Sicherheit im mathematischen Sinne (Stochastik, Statistik, Logik, Informatik)
Neben den oben angeführten Bedeutungen wird der Begriff Sicherheit in der Stochastik und Statistik verwendet, um die absolute (100-prozentige) Wahrscheinlichkeit des Zutreffens einer Aussage oder des Eintretens eines angekündigten Ereignisses zu bezeichnen. In dieser Bedeutung ist Sicherheit mit engl. certainty zu übersetzen. 
In diesem Sinn hat der Begriff auch Eingang in die Umgangssprache gefunden (z. B.: dies kann ich „mit Sicherheit“, oder: „nicht mit Sicherheit“ sagen).
In der theoretischen Informatik und Logik spricht man von Sicherheit, wenn die totale Korrektheit eines Programms oder die Korrektheit einer Aussage formal bewiesen werden konnte.

### Epistemologie, Wissen, Skeptizismus
- Art. Certainty, in: Jonathan Dancy, Ernest Sosa (Hrsg.): A Companion to Epistemology, London, Blackwell 1992, 61ff
- Albert Casullo: Necessity, Certainty, and the A Priori, in: Canadian Journal of Philosophy 18 (1988), 43–66.
- Stanley Cavell: Der Anspruch der Vernunft (Übers. von The Claim of Reason), Frankfurt am Main, Suhrkamp 2006
- R. G. Colodny (Hrsg.): Beyond the Edge of Certainty: Essays in Contemporary Science and Philosophy, University Press of America, Lanham 1983
- Roderick Firth: Coherence, Certainty, and Epistemic Priority, in: The Journal of Philosophy 66/19 (1964), 545–557.
- Steven D. Hales: Certainty and Phenomenal States (PDF; 5,3 MB), in: Canadian Journal of Philosophy 24/1 (1994), 57–72
- Peter Klein: Certainty: A Refutation of Skepticism, Minnesota: University of Minnesota Press 1981
- A. P. Martinich, Michael J. White (Hrsg.): Certainty and Surface in Epistemology and Philosophical Method: Essays in Honor of Avrum Stroll, Lewiston, NY: Edwin Mellen Press 1991; darin u. a. Wallace Matson: Certainty Made Simple
- Norman Malcolm: Knowledge and Certainty, Ithaca / London: Cornell University Press 1975.
- Richard Miller: Absolute Certainty, in: Mind 87 (1978), 46–65
- Jim Pryor: Uncertainty and Undermining, Draft 2007 (PDF; 719 kB)
- Barry Stroud: The Philosophical Significance of Scepticism, Oxford University Press, Oxford 1984.
- Peter K. Unger: Ignorance: A Case for Skepticism, Oxford: Clarendon Press 1975.
- Mark Owen Webb: Giving Up on Certainty, in: Colloquia Manilana 7 (1999), 86–97
- Jonathan Westphal (Hrsg.): Certainty, Indianapolis/Cambridge, Hackett 1995

### Praktische Rationalität, Entscheidungs- und Wahrscheinlichkeitstheorie
- Richard Jeffrey: Subjective Probability: The Real Thing, Cambridge University Press 2004, ISBN 0-521-53668-5.
- Daniel Kahneman, Amos Tversky: Judgment under Uncertainty: Heuristics and Biases, Cambridge, Cambridge University Press 1982.
- Mark Kaplan: Decision Theory and Epistemology, in: Paul K. Moser: The Oxford Handbook of Epistemology, 434–462

### Klassiker und Sekundärliteratur

#### Mittelalter
- Bonaventura: Über den Grund der Gewißheit. Ausgewählte Texte. Hrsg. von Rolf Schönberger. Übersetzt und mit Erläuterungen versehen von M. Schlosser, Weinheim 1991.
- Dominik Perler: Zweifel und Gewissheit. Skeptische Debatten im Mittelalter (Philosophische Abhandlungen, Bd. 92), Frankfurt a. M.: Klostermann 2006
- Andreas Speer: Zwischen Gewißheit und Unbegreiflichkeit – auf der Suche nach dem Prinzip der Vernunft, in: Archiv für mittelalterliche Philosophie und Kultur 10 (2004), 114–139.

#### Neuzeit
- Brady Bowman: Sinnliche Gewißheit. Zur systematischen Vorgeschichte eines Problems des deutschen Idealismus. Berlin 2003
- Brady Bowman, K. Vieweg (Hrsg.): Wissen und Begründung. Die Skeptizismus-Debatte um 1800 in Jena, Würzburg 2003.
- Helmut Girndt, Wolfgang H. Schrader (Hrsg.): Realität und Gewissheit, Fichte Studien, Bd. 6, 1994

#### 20. Jahrhundert
- John Dewey: The Quest for Certainty: A Study of the Relation of Knowledge and Action, Minton, Balch and Co., New York 1929
- Rolf Kühn: Innere Gewißheit und lebendiges Selbst. Grundzüge der Lebensphänomenologie. Würzburg 2005
- George Edward Moore: Certainty, in: ders.: Philosophical Papers, George, Allen and Unwin, London 1959; auch in: Selected Writings, 171-96.
- Thomas Rentsch: Praktische Gewißheit jenseits von Dogmatismus und Relativismus. Bemerkungen zu Negativität und Autonomie der Sprache bei Wittgenstein, in: H. J. Schneider/M. Kroß (Hrsg.), Wittgenstein – Die Ordnungen und das Offene, Berlin 1999.
- Ludwig Wittgenstein: Über Gewißheit, Suhrkamp, ISBN 3-518-01250-9.